# Hans-Jürgen Tiemann
Hans-Jürgen Tiemann (* ca. 1948) ist ein deutscher Unternehmer und ehemaliger Rennfahrer. Sein 1974 geborener Sohn Marcel ist ein ehemaliger Profi-Rennfahrer.

## Karriere
Im Jahre 1978 kaufte die Schausteller-Familie um Hans-Jürgen Tiemann das Gelände des ehemaligen Wildpark Heidenhof bei Soltau, welcher zuvor durch einen Sturm stark beschädigt worden war, um dort den Heide-Park zu eröffnen.
In den 1990er Jahren war Hans-Jürgen Tiemann als Fahrer und Sponsor im Tourenwagen-Motorsport erfolgreich. Er gewann mehrere VLN-Langstreckenrennen auf der Nürburgring-Nordschleife, zusammen mit Peter Zakowski in einem in den gelben Heide-Park-Farben lackierten Ex-DTM-Mercedes 190. Beim 24-Stunden-Rennen auf dem Nürburgring nahm das Duo regelbedingt auf einem BMW M3 E36 teil und gewann das Rennen 1997 zusammen mit den Vorjahressiegern Johannes Scheid und Sabine Reck.
Im Jahre 1999 startete Zakspeed mit einer überlegenen Chrysler Viper, so dass Tiemann/Zakowski alle VLN-Läufe, die VLN-Meisterschaft sowie das 24-Stunden-Rennen auf dem Nürburgring gewannen. Nicht zuletzt aufgrund von Regeländerungen konnten diese Erfolge 2000 nicht wiederholt werden, Tiemann zog sich zurück.
2001 verkaufte Tiemann die Anteile am Heide-Park an die Tussauds-Gruppe und wurde 2014 am Landgericht Stade wegen Steuerhinterziehung im Zuge des Verkaufs angeklagt. Das Verfahren wurde gegen Zahlung einer Geldbuße von 500.000 Euro eingestellt.